# TALCO-Arena
Die TALCO-Arena (tadschikisch ТАЛКО Арена), bis 2017 als Metallurg-Stadion (tadschikisch Варзишгоҳи Металлург) bekannt, ist ein Fußballstadion mit Leichtathletikanlage im tadschikischen Tursunsoda im gleichnamigen Bezirk. Das Stadion ist die Heimstätte des Fußballvereins Regar TadAZ, der in der höchsten Liga des Landes spielt. Die Anlage wurde 1960 eröffnet und bietet 13.770 Zuschauern Platz. 2017 wurde das Stadion nach dem staatlichen Aluminiumhersteller TALCO benannt.

## Geschichte
Das Stadion wurde 1960 als einfacher Fußballplatz eröffnet, als das Land als Tadschikische Sozialistische Sowjetrepublik noch eine der Unionsrepubliken der Sowjetunion war. Der heute hier beheimatete Verein Regar TadAZ wurde erst 1975 als Metallurg Regar von Arbeitern des ansässigen Aluminiumherstellers TALCO gegründet. Drei Jahre vor dem Zerfall der Sowjetunion und der damit verbundenen Unabhängigkeit Tadschikistans wurde von TALCO der Bau eines Stadions mit einer Westtribüne für 3.050 Zuschauer begonnen. Die Anlage wurde am 10. Juni 1988 in Betrieb genommen.
Bis 1991 spielte Metallurg durchgängig in den unteren sowjetischen Ligen, konnte aber zweimal tadschikischer Regionalmeister und viermal Pokalsieger werden. Nach der Unabhängigkeit war der Verein ab der ersten Saison 1992 in der neugegründeten ersten tadschikischen Liga vertreten. Ab der Jahrtausendwende entwickelte sich Regar TadAZ – mit vier Meisterschaften in Folge von 2001 bis 2004 – zum führenden Verein des Landes. Bereits 2003 wurde daher eine Osttribüne für weitere 3000 Zuschauer errichtet.
Nach weiteren Erfolge des Vereins, darunter von 2006 bis 2008 drei weitere Meistertitel in Folge, wurde die Anlage erneut erweitert. Durch zwei neue Zuschauertribünen stieg die Kapazität des Stadions auf 13.770 Plätze. Im September 2009 fanden drei Spiele des AFC President’s Cups im Metallurg-Stadion statt, darunter auch das Finale zwischen dem heimischen Verein Regar TadAZ und dem FK Dordoi-Dynamo aus Kirgisistan (2:0). Während der Qualifikation zur Weltmeisterschaft 2014 fand hier im Juli 2011 das erste Heimspiel der Fußballnationalmannschaft Tadschikistans außerhalb der Hauptstadt Duschanbe statt.
Im Vorfeld der Feierlichkeiten zum Frühlingsfest Nouruz wurde das Stadion von 2016 bis 2017 grundlegend renoviert. Zu den Arbeiten gehörten der komplette Austausch der Sitzplätze, neue Sonnenschutzbespannungen für die Tribünen, die Errichtung neuer Laufbahnen sowie eine neue Ton- und Flutlichtanlage. Im Zuge der Renovierung erhielt das Stadion auch seinen heutigen Namen.
Nachdem der Verein ab 2010 immer mehr hinter dem FC Istiklol, dem FC Khujand oder Ravshan Kulob zurückfiel, endete die Saison 2020 mit dem erstmaligen Abstieg in die zweite Liga. Ein Jahr später folgte der direkte Wiederaufstieg, doch erreichte Regar TadAZ bisher außer einem Pokalsieg 2024 nicht wieder die Erfolge der 2000er-Jahre.

## Länderspiele
Das Metallurg-Stadion war 2011 Austragungsort von drei A-Länderspielen.
- 29. Juni 2011:  Afghanistan –  Palästina 0:2 (WM-Qualifikation 2014)
- 28. Juli 2011:  Tadschikistan –  Syrien 0:4[5] (WM-Qualifikation 2014)
- 02. Sep. 2011:  Tadschikistan –  Usbekistan 0:1 (WM-Qualifikation 2014)